# Lista över musikalfilmer
Exempel på berömda musikalfilmer:

## 1920-talet
- Halleluja! (1929) av King Vidor
- Jazzsångaren (1927) av Alan Crossland med Al Jolson
- Sunny Side Up (1929)

## 1930-talet

### 1930
- Blå ängeln av Josef von Sternberg med Marlene Dietrich
- Marocko av Josef von Sternberg med Marlene Dietrich
- Sången om Paris av René Clair

### 1931
- Leende löjtnanten av Ernst Lubitsch med Maurice Chevalier
- Miljonen av René Clair
- Tolvskillingsoperan av G.W. Pabst

### 1932
- Blonda Venus av Josef von Sternberg med Marlene Dietrich och Cary Grant
- Din för i kväll av Rouben Mamoulian med Maurice Chevalier
- En timme med dig
- Paris dansar av René Clair

### 1933
- Broadways Melodi 1933
- Flyg med till Rio! av Thornton Freeland med Ginger Rogers och Fred Astaire
- Footlight Parade av Lloyd Bacon
- 42:a gatan av Lloyd Bacon
- Gold Diggers 1934 av Mervyn LeRoy
- Jag är ingen ängel av Wesley Ruggles med Mae West och Cary Grant
- Lady Lou av Lowell Sherman med Mae West och Cary Grant
- Skandalen i Rom av Frank Tuttle

### 1934
- Continental av Mark Sandrich med Ginger Rogers och Fred Astaire
- Äventyrens ö av Norman Taurog med Bing Crosby och Ethel Merman

### 1935
- Galakväll på operan av Sam Wood med Bröderna Marx
- Gold Diggers 1936 av Busby Berkeley
- Top Hat av Mark Sandrich med Ginger Rogers och Fred Astaire

### 1936
- Den store Ziegfeld
- Flottan dansar av Mark Sandrich med Ginger Rogers och Fred Astaire
- Frihetssången av J. Elder Wills
- Klondike Annie av Raoul Walsh med Mae West
- Rose-Marie med Jeanette MacDonald och Nelson Eddy
- Dansen går av George Stevens med Ginger Rogers och Fred Astaire
- Teaterbåten av James Whale med Irene Dunne och Paul Robeson

### 1937
- Broadways melodi 1938 med Judy Garland
- En dag på kapplöpningarna av Sam Wood med Bröderna Marx
- 52nd Street av Harold Young
- Får jag lov? av Mark Sandrich med Ginger Rogers och Fred Astaire
- Señorita av Robert Z. Leonard
- Snövit och de sju dvärgarna av Walt Disney
- När ljusen tändas på Broadway

### 1938
- Alexanders ragtime band av Henry King
- Min barndom av Mark Donskoy
- Storm över Ryssland av Sergej Eisenstein
- Vi ses igen! av Mark Sandrich med Ginger Rogers och Fred Astaire

### 1939
- Jag är ingen ängel av George Marshall med Marlene Dietrich och James Stewart
- Trollkarlen från Oz av Victor Fleming med Judy Garland
- Vi charmörer av Busby Berkeley med Judy Garland och Mickey Rooney

## 1940-talet

### 1940
- Vi jazzkungar av Busby Berkeley

### 1941
- En dag på varuhuset av Charles Riesner med Bröderna Marx
- Vi på Broadway av Busby Berkeley med Judy Garland och Mickey Rooney
- Ziegfeldflickan av Robert Z. Leonard med Judy Garland, James Stewart och Lana Turner

### 1942
- Bröllop i Buenos Aires av William Seiter med Fred Astaire och Rita Hayworth
- Min flicka i vapenrock av Busby Berkeley med Judy Garland och Gene Kelly
- Swingland av Victor Schertzinger med Betty Hutton
- Två glada sjömän i Marocko av David Butler med Bing Crosby och Bob Hope
- Värdshuset Fritiden av Mark Sandrich med Fred Astaire och Bing Crosby

### 1943
- Kvinnan i mörkret av Mitchell Leisen
- Mitt majestät kung Ludde med Gene Kelly
- Soldatflamman av George Sidney med Gene Kelly, Lucille Ball, Judy Garland och Kathryn Grayson
- Svart extas av Vincente Minnelli med Lena Horne
- Säg det med musik av Tim Whelan med Frank Sinatra
- Vi i vilda västern av Norman Taurog och Busby Berkeley med Mickey Rooney, Judy Garland och June Allyson
- Yankee Doodle Dandy

### 1944
- Jag bara sjunger av Tim Whelan med Frank Sinatra
- Omslagsflickan av Charles Vidor med Gene Kelly och Rita Hayworth
- Vi mötas i St. Louis av Vincente Minnelli med Judy Garland, Lucille Bremer och Mary Astor

### 1945
- Säg det med sång av George Sidney med Gene Kelly, Frank Sinatra och Kathryn Grayson
- Turister i paradiset av Vincente Minnelli med Fred Astaire och Lucille Bremer
- Vår i luften av Walter Lang
- Ziegfeld Follies av George Sidney med Gene Kelly, Fred Astaire, Judy Garland, Lucille Ball

### 1946
- Blue Skies av Stuart Heisler med Fred Astaire och Bing Crosby
- Harvey Girls av George Sidney med Judy Garland och Cyd Charisse

### 1947
- Drömmarnas bro av Richard Whorf med Frank Sinatra, Kathryn Grayson och Peter Lawford
- Två glada sjömän i Rio av Norman Z. McLeod med Bing Crosby och Bob Hope

### 1948
- De röda skorna av Michael Powell och Emeric Pressburger
- En dans med dej av Charles Walters med Fred Astaire och Judy Garland
- I mitt hjärta det sjunger av Norman Taurog med Gene Kelly, Judy Garland, Lena Horne och June Allyson
- Kejsarvalsen av Billy Wilder med Bing Crosby
- Ljuva ungdomstid av Rouben Mamoulian med Mickey Rooney och Gloria DeHaven
- Piraten av Vincente Minnelli med Gene Kelly och Judy Garland

### 1949
- Butik med musik av Robert Z. Leonard med Judy Garland och Van Johnson
- En yankee vid kung Arthurs hov av Tay Garnett med Bing Crosby
- Jazzflickan av Michael Curtiz med Jack Carson och Doris Day
- New York dansar av Stanley Donen och Gene Kelly med Frank Sinatra, Betty Garrett och Ann Miller
- 9 man och en flicka av Busby Berkeley med Gene Kelly, Frank Sinatra och Esther Williams
- På kryss till Rio av Michael Curtiz med Doris Day och Jack Carson
- Vi dansar igen! av Charles Walters med Ginger Rogers och Fred Astaire

## 1950-talet

### 1950
- Annie Get Your Gun av George Sidney med Betty Hutton och Howard Keel
- Tea for Two av David Butler med Doris Day
- Tre små ord av Richard Thorpe med Fred Astaire, Vera-Ellen och Debbie Reynolds
- Ung man med trumpet av Michael Curtiz med Doris Day, Kirk Douglas och Hoagy Carmichael
- Upp med ridån av Charles Walters med Judy Garland, Gene Kelly och Phil Silvers
- Vårflamman av Roy Del Ruth med James Cagney och Doris Day

### 1951
- An American in Paris av Vincente Minnelli med Gene Kelly och Leslie Caron
- Biljett till Broadway av James V. Kern med Janet Leigh, Gloria DeHaven och Ann Miller
- Farlig melodi av Joseph Pevney med Frank Sinatra
- Hoffmans äventyr av Michael Powell och Emeric Pressburger
- Härligt förälskad av Bruce Humberstone med Vera-Ellen och David Niven
- Jag föll för din sång av Michael Curtiz med Doris Day och Danny Thomas
- Mediet av Gian Carlo Menotti med Marie Powers
- Teaterbåten av George Sidney med Kathryn Grayson, Ava Gardner och Howard Keel

### 1952
- April i Paris av David Butler med Doris Day och Ray Bolger
- H.C. Andersen av Charles Vidor med Danny Kaye
- Med en sång i mitt hjärta av Walter Lang med Susan Hayward
- Målaren på Moulin Rouge av John Huston med José Ferrer och Zsa Zsa Gabor
- Robin Hood av Ken Annakin
- Singin' in the Rain av Stanley Donen och Gene Kelly med Donald O'Connor och Debbie Reynolds

### 1953
- Broadway dansar och ler av Lloyd Bacon med Donald O'Connor och Janet Leigh
- Call Me Madam av Walter Lang med Ethel Merman, Donald O'Connor och Vera-Ellen
- Dansa med mej av Don Weis med Debbie Reynolds och Donald O'Connor
- Den stora premiären av Vincente Minnelli med Fred Astaire och Cyd Charisse
- Fest i Florida av Charles Walters med Esther Williams
- Flottan på galej av Richard Quine med Mickey Rooney
- Ge flickan en chans av Stanley Donen med Marge Champion, Gower Champion och Debbie Reynolds
- Herrar föredrar blondiner av Howard Hawks med Jane Russell och Marilyn Monroe
- Kiss Me Kate av George Sidney med Howard Keel, Kathryn Grayson och Ann Miller
- Lili av Charles Walters med Leslie Caron, Mel Ferrer och Zsa Zsa Gabor
- Moonlight Serenade av Anthony Mann med James Stewart och June Allyson
- Peter Pan av Walt Disney
- På musikens vingar av Mitchell Leisen
- Ryttaren i röda kappan av Peter Brook med Laurence Olivier, Dorothy Tutin och Stanley Holloway
- Västerns vilda dotter av David Butler med Doris Day och Howard Keel

### 1954
- Av hela mitt hjärta av Stanley Donen med José Ferrer
- Brigadoon av Vincente Minnelli med Gene Kelly och Cyd Charisse
- En stjärna föds av George Cukor med Judy Garland och James Mason
- Floden utan återvändo av Otto Preminger med Robert Mitchum och Marilyn Monroe
- Hur tokigt som helst av Norman Taurog med Dean Martin, Jerry Lewis och Janet Leigh
- Lucky Me av Jack Donohue med Doris Day, Robert Cummings och Phil Silvers
- Lätt på foten av Lloyd Bacon med Jane Russell
- Madame Butterfly av Carmine Gallone med Kaoru Yachigusa
- Sex i elden av Walter Lang med Ethel Merman, Donald O'Connor och Marilyn Monroe
- Sju brudar, sju bröder av Stanley Donen med Howard Keel och Jane Powell
- Ta' i trä! av Melvin Frank och Norman Panama med Danny Kaye och Mai Zetterling
- Unga hjärtan av Gordon Douglas med Doris Day, Frank Sinatra och Ethel Barrymore
- White Christmas av Michael Curtiz med Bing Crosby, Danny Kaye, Vera-Ellen och Rosemary Clooney

### 1955
- 7 små filurer av Melville Shavelson med Bob Hope, James Cagney och Milly Vitale
- Alltid vackert väder av Stanley Donen och Gene Kelly med Cyd Charisse och Michael Kidd
- Dej ska jag ha! av Charles Vidor med Doris Day och James Cagney
- French Cancan av Jean Renoir med Jean Gabin och Françoise Arnoul
- Min syster Eileen av Richard Quine med Janet Leigh, Jack Lemmon, Betty Garrett och Bob Fosse
- Pete Kelly's Blues av Jack Webb med Janet Leigh, Peggy Lee och Ella Fitzgerald
- Pysar och sländor av Joseph L. Mankiewicz med Marlon Brando, Frank Sinatra och Jean Simmons
- Oklahoma! av Fred Zinnemann
- Romeo och Julia av Lev Arnshtam och Leonid Lavrovsky
- Slottsbalen av Charles Walters med Leslie Caron
- Tre sjömän i Paris av Richard Quine med Tony Curtis, Gloria DeHaven och Gene Nelson
- Tummen opp av Frank Tashlin med Dean Martin, Jerry Lewis, Shirley MacLaine och Anita Ekberg

### 1956
- Drömmarnas dans av Gene Kelly
- En skön historia av Charles Walters med Bing Crosby, Grace Kelly och Frank Sinatra
- Karusell av Henry King med Gordon MacRae och Shirley Jones
- Kungen och jag av Walter Lang med Deborah Kerr, Yul Brynner och Rita Moreno
- Pyjamasleken av Stanley Donen och George Abbott med Doris Day
- Rock Around the Clock av Fred F. Sears med Bill Haley

### 1957
- Kär i Paris av Stanley Donen med Audrey Hepburn och Fred Astaire
- Kär i tre av Mitchell Leisen med Jane Powell
- Les Girls av George Cukor med Gene Kelly, Mitzi Gaynor och Kay Kendall
- Pal Joey av George Sidney med Frank Sinatra, Rita Hayworth och Kim Novak
- Silkesstrumpan av Rouben Mamoulian med Fred Astaire, Cyd Charisse och Peter Lorre

### 1958
- Ett litet hår av hin av George Abbott och Stanley Donen
- South Pacific av Joshua Logan med Rossano Brazzi, Mitzi Gaynor och John Kerr
- St. Louis Blues av Allen Reisner med Nat King Cole, Eartha Kitt och Cab Calloway
- Gigi, ett lättfärdigt stycke av Vincente Minnelli med Leslie Caron och Maurice Chevalier

### 1959
- Blommande djungel av Mel Ferrer med Audrey Hepburn och Anthony Perkins
- En glad vagabond av Don Siegel
- Här va' de' show av Frank Tashlin med Bing Crosby, Debbie Reynolds och Robert Wagner
- Festival i jazz av Bert Stern och Aram Avakian
- I hetaste laget av Billy Wilder med Marilyn Monroe, Jack Lemmon och Tony Curtis
- Porgy and Bess av Otto Preminger med Sidney Poitier
- Våld i hamnen av Charles Lederer med James Cagney

## 1960-talet

### 1960
- Can-Can av Walter Lang med Frank Sinatra, Shirley MacLaine och Maurice Chevalier
- Det ringer, det ringer... av Vincente Minnelli med Judy Holliday och Dean Martin
- Låt oss älska av George Cukor med Marilyn Monroe och Yves Montand
- Pepe av George Sidney med Cantinflas

### 1961
- Alla är vi unga av Sidney J. Furie med Cliff Richard
- Cléo från 5 till 7 av Agnes Varda med Corinne Marchand och Michel Legrand
- Fickan full av flax av Frank Capra med Ann-Margret, Glenn Ford och Bette Davis
- Frukost på Tiffany's av Blake Edwards med Audrey Hepburn och George Peppard
- Paris Blues av Martin Ritt med Paul Newman, Louis Armstrong och Joanne Woodward
- West Side Story av Robert Wise med Natalie Wood, Richard Beymer, Rita Moreno och George Chakiris

### 1962
- Ensam stjärna av Ronald Neame med Judy Garland och Dirk Bogarde
- Gypsy av Mervyn LeRoy med Natalie Wood och Rosalind Russell
- The Music Man av Morton DaCosta
- Vår i kroppen av José Ferrer med Ann-Margret och Pat Boone

### 1963
- Bye Bye Birdie av George Sidney med Janet Leigh, Dick Van Dyke och Ann-Margret

### 1964
- Colorados vilda dotter av Charles Walters med Debbie Reynolds
- Drömbrud för sex av J. Lee Thompson med Gene Kelly, Shirley MacLaine, Dean Martin och Dick Van Dyke
- 5 äss i leken av Gordon Douglas med Frank Sinatra, Dean Martin, Bing Crosby och Sammy Davis Jr.
- Mary Poppins av Robert Stevenson med Julie Andrews och Dick Van Dyke
- My Fair Lady av George Cukor med Audrey Hepburn, Rex Harrison och Stanley Holloway
- Paraplyerna i Cherbourg av Jacques Demy med Catherine Deneuve
- Viva Las Vegas av George Sidney med Elvis Presley och Ann-Margret
- Yeah! Yeah! Yeah! av Richard Lester med The Beatles

### 1965
- Hjälp! av Richard Lester med The Beatles
- Inside Daisy Clover av Robert Mulligan med Natalie Wood, Christopher Plummer och Robert Redford
- Sound of Music av Robert Wise med Julie Andrews och Christopher Plummer
- Viva Maria! av Louis Malle med Jeanne Moreau och Brigitte Bardot

### 1966
- En kul grej hände på väg till Forum av Richard Lester med Zero Mostel

### 1967
- Camelot av Joshua Logan med Richard Harris och Vanessa Redgrave
- Dr Dolittle av Richard Fleischer med Rex Harrison, Samantha Eggar och Anthony Newley
- Flickorna i Rochefort av Jacques Demy med Catherine Deneuve, Gene Kelly och George Chakiris

### 1968
- Chitty Chitty Bang Bang av Ken Hughes med Dick Van Dyke
- Funny Girl av William Wyler med Barbra Streisand och Omar Sharif
- Oliver! av Carol Reed

### 1969
- Hello, Dolly av Gene Kelly med Barbra Streisand och Walter Matthau

## 1970-talet

### 1970
- Darling Lili av Blake Edwards med Julie Andrews och Rock Hudson
- En vacker dag kan man se hur långt som helst av Vincente Minnelli med Barbra Streisand och Yves Montand
- Flickan med åsneskinnet av Jacques Demy med Catherine Deneuve och Jean Marais

### 1971
- Spelman på taket av Norman Jewison
- Boyfriend av Ken Russell med Twiggy

### 1972
- Cabaret av Bob Fosse med Liza Minnelli och Michael York
- Lady Sings The Blues av Sidney J. Furie med Diana Ross, Billy Dee Williams och Richard Pryor

### 1973
- Jesus Christ Superstar av Norman Jewison med Ted Neeley

### 1974
- Piaf - de unga åren av Cy Feuer med Brigitte Ariel och Pascale Christophe
- That's Entertainment! av Jack Haley Jr. med Fred Astaire, Gene Kelly, Bing Crosby och Mickey Rooney
- Den lille prinsen av Stanley Donen'

### 1975
- Funny Lady av Herbert Ross med Barbra Streisand, James Caan och Omar Sharif
- Släpp fångarne loss – det är vår! av Tage Danielsson med Lena Nyman, Gösta Ekman och Ernst-Hugo Järegård
- The Rocky Horror Picture Show av Jim Sharman med Tim Curry, Susan Sarandon och Meat Loaf
- Tommy av Ken Russell med Oliver Reed, Ann-Margret, Eric Clapton och Elton John

### 1976
- Glasskon och rosen av Bryan Forbes med Richard Chamberlain och Gemma Craven
- Leadbelly av Gordon Parks Sr. med Roger E. Mosley och Paul Benjamin
- Ma-Ma av Elisabeta Bostan med Lyudmila Gurchenko och Mikhail Boyarsky

### 1977
- A Little Night Music av Harold Prince med Elizabeth Taylor
- Saturday Night Fever av John Badham med John Travolta

### 1978
- Grease av Randal Kleiser med John Travolta och Olivia Newton-John

### 1979
- Showtime av Bob Fosse
- Hair av Milos Forman med John Savage, Treat Williams och Beverly D'Angelo

## 1980-talet

### 1980
- Blues Brothers av John Landis med Dan Aykroyd och John Belushi
- Xanadu av Robert Greenwald med Gene Kelly och Olivia Newton-John
- Fame av Alan Parker med Irene Cara, Gene Anthony Ray och Albert Hague

### 1981
- Pennies from heaven av Herbert Ross med Steve Martin och Bernadette Peters

### 1982
- Annie av John Huston med Aileen Quinn, Albert Finney och Carol Burnett
- Victor/Victoria (1982) av Blake Edwards med Julie Andrews, Lesley Ann Warren och James Garner
- Pink Floyd The Wall av Alan Parker med Bob Geldof

### 1983
- Flashdance av Adrian Lyne med Jennifer Beals och Michael Nouri
- The Pirates of Penzance av Wilford Leach
- Yentl av Barbra Streisand med Barbra Streisand, Mandy Patinkin och Amy Irving

### 1984
- Purple Rain av Albert Magnoli med Prince och Apollonia Kotero

### 1985
- A Chorus Line av Richard Attenborough

### 1986
- Little Shop of Horrors av Frank Oz med Rick Moranis, Ellen Greene, Vincent Gardenia och Steve Martin

### 1988
- Oliver & gänget av George Scribner

## 1990-talet

### 1990
- Graffiti Bridge (1990)

### 1991
- The Commitments (1991)
- Skönheten och odjuret (1991)
- Steg för steg (1991)

### 1992
- Aladdin (1992)
- Sarafina! (1992)
- Strictly Ballroom - de förbjudna stegen (1992)

### 1993
- Nightmare Before Christmas (1993)
- Tina - What's Love Got To Do with It (1993)

### 1995
- Bye Bye Birdie (1995)

### 1996
- Alla säger I Love You (1996)
- Evita (1996)

### 1997
- Askungen (1997)

## 2000-talet

### 2000
- Dancer in the Dark av Lars von Trier (2000)
- Coyote Ugly (2000)
- Kärt besvär förgäves (2000) av Kenneth Branagh
- O Brother, Where Art Thou? av Joel och Ethan Coen (2000)

### 2001
- Moulin Rouge! av Baz Luhrmann (2001)
- 8 kvinnor (2001) av Curtis Hanson
- Rock Star (2001)
- Lagaan av Ashutosh Gowariker (2001)
- Hedwig and the Angry Inch av John Cameron Mitchell (2001)

### 2002
- Chicago (2002)
- 8 Mile (2002)
- Devdas (2002) av Sanjay Leela Bhansali med Shahrukh Khan
- Barbershop (2002)

### 2004
- De-lovely av Irwin Winkler (2004)
- Fantomen på Operan (2004 av Joel Schumacher)

### 2005
- RENT (2005 av Chris Columbus)

### 2006
- Tenacious D: Världens bästa rockband
- High School Musical (2006)

### 2007
- Hairspray (2007)
- High School Musical 2 (2007)

### 2008
- High School Musical 3: Sista året (2008)
- Mamma Mia! (2008)
- Sweeney Todd - The Demon Barber of Fleet Street (2008)
- Hannah Montana: The Movie (2008)

### 2009
- Nine (2009)

## 2010-talet

### 2010
- The Runaways (2010)

### 2012
- Les Misérables (2012)
- Rock of Ages (2012)

### 2016
- Peter och draken Elliott (2016)

### 2017
- Skönheten och odjuret (2017)